# Chetoneura shennonggongensis
Chetoneura shennonggongensis är en tvåvingeart som beskrevs av Dalton de Souza Amorim och Niu 2008. Chetoneura shennonggongensis ingår i släktet Chetoneura och familjen platthornsmyggor. Inga underarter finns listade i Catalogue of Life.